# Kvalifikace na Mistrovství světa ve fotbale 2022 – třetí fáze CAF
Třetí fáze kvalifikace na mistrovství světa 2022 zóny CAF se hrála dvojzápasově od 25. března do 29. března 2022.

## Formát
Deset vítězů skupin druhé fáze bylo rozlosováno do pěti dvojic, jež spolu odehrají systém doma-venku. Vítězové jednotlivých utkání se kvalifikují na mistrovství světa ve fotbale 2022.

## Kvalifikované týmy
| Kvalifikoval se ze skupiny | Vítěz    |
| -------------------------- | -------- |
| A                          | Alžírsko |
| B                          | Tunisko  |
| C                          | Nigérie  |
| D                          | Kamerun  |
| E                          | Mali     |
| F                          | Egypt    |
| G                          | Ghana    |
| H                          | Senegal  |
| I                          | Maroko   |
| J                          | DR Kongo |

## Los a nasazení
Losování třetího kola se konal 22. ledna 2022 v kamerunské Douale od 16:00 (UTC+1). Nasazení vycházelo ze světového žebříčku FIFA z listopadu 2021 (uvedeno v závorce).
| Koš 1                                                                           | Koš 2                                                                     |
| ------------------------------------------------------------------------------- | ------------------------------------------------------------------------- |
| 1. Senegal (20) 2. Maroko (28) 3. Tunisko (29) 4. Alžírsko (32) 5. Nigérie (36) | 1. Egypt (45) 2. Kamerun (50) 3. Ghana (52) 4. Mali (53) 5. DR Kongo (64) |

## Zápasy
| Domácí v 1. zápase | Celkem      | Hosté v 1. zápase | 1. zápas | 2. zápas    |
| ------------------ | ----------- | ----------------- | -------- | ----------- |
| Egypt              | 1:1 (1:3pp) | Senegal           | 1:0      | 0:1 (1:3pp) |
| Kamerun            | 2:2*        | Alžírsko          | 0:1      | 2:1         |
| Ghana              | *1:1        | Nigérie           | 0:0      | 1:1         |
| DR Kongo           | 2:5         | Maroko            | 1:1      | 1:4         |
| Mali               | 0:1         | Tunisko           | 0:1      | 0:0         |

 První zápasy
| 25. března 2022 16:00 SEČ+1 |     |                |                                                                   |
| DR Kongo                    | 1:1 | Maroko         | Stade des Martyrs, Kinshasa diváci: 25 000 rozhodčí: Victor Gomes |
| Wissa 12'                   |     | Tissoudali 76' | Stade des Martyrs, Kinshasa diváci: 25 000 rozhodčí: Victor Gomes |

| 25. března 2022 17:00 SEČ+1 |     |                   |                                                                         |
| Mali                        | 0:1 | Tunisko           | Stade du 26 Mars, Bamako diváci: 50 000 rozhodčí: Bamlak Tessema Weyesa |
|                             |     | Sissako 36' (vl.) | Stade du 26 Mars, Bamako diváci: 50 000 rozhodčí: Bamlak Tessema Weyesa |

| 25. března 2022 18:00 SEČ+1 |     |             |                                                              |
| Kamerun                     | 0:1 | Alžírsko    | Japoma Stadium, Douala diváci: 40 000 rozhodčí: Joshua Bondo |
|                             |     | Slimaní 40' | Japoma Stadium, Douala diváci: 40 000 rozhodčí: Joshua Bondo |

| 25. března 2022 19:30 SEČ+0 |     |         |                                                                    |
| Ghana                       | 0:0 | Nigérie | Baba Yara Stadium, Kumasi diváci: 40 000 rozhodčí: Redouane Džijed |
|                             |     |         | Baba Yara Stadium, Kumasi diváci: 40 000 rozhodčí: Redouane Džijed |

| 25. března 2022 21:30 SEČ+2 |     |         |                                                                                        |
| Egypt                       | 1:0 | Senegal | Cairo International Stadium, Káhira diváci: 65 000 rozhodčí: Jean Jacques Ndala Ngambo |
| Ciss 4' (vl.)               |     |         | Cairo International Stadium, Káhira diváci: 65 000 rozhodčí: Jean Jacques Ndala Ngambo |

 Odvety
| 29. března 2022 17:00 SEČ+0 |     |       |                                                                            |
| Senegal                     | 1:0 | Egypt | Diamniadio Olympic Stadium, Dakar diváci: 50 000 rozhodčí: Mustafa Ghorbal |
| Dia 3'                      |     |       | Diamniadio Olympic Stadium, Dakar diváci: 50 000 rozhodčí: Mustafa Ghorbal |

|                                |       | Penaltový rozstřel          |  |
| Koulibaly Ciss Sarr Dieng Mané | 3 : 1 | Salah Zizo El Solia Mohamed |  |

Celkové skóre je 1:1. Senegal postoupil na Mistrovství světa 2022 díky penaltovému rozstřelu.
| 29. března 2022 18:00 SEČ+1 |     |            |                                                                             |
| Nigérie                     | 1:1 | Ghana      | Moshood Abiola National Stadium, Abuja diváci: 60 000 rozhodčí: Sadok Selmi |
| Troost-Ekong 22' (pen.)     |     | Partey 10' | Moshood Abiola National Stadium, Abuja diváci: 60 000 rozhodčí: Sadok Selmi |

Celkové skóre je 1:1. Ghana postoupila Mistrovství světa 2022 díky více vstřeleným gólům na hřišti soupeře.
| 29. března 2022 20:30 SEČ+1                 |     |             |                                                                                 |
| Maroko                                      | 4:1 | DR Kongo    | Stade Mohammed V, Casablanca diváci: 60 000 rozhodčí: Pacifique Ndabihawenimana |
| Ounahi 21', 54' Tissoudali 45+7' Hakimi 69' |     | Malango 77' | Stade Mohammed V, Casablanca diváci: 60 000 rozhodčí: Pacifique Ndabihawenimana |

Maroko postoupilo díky celkovému skóre 5:2 na Mistrovství světa 2022.
| 29. března 2022 20:30 SEČ+1 |     |      |                                                                       |
| Tunisko                     | 0:0 | Mali | Stade Hammadi Agrebi, Tunis diváci: 35 000 rozhodčí: Maguette N'Diaye |
|                             |     |      | Stade Hammadi Agrebi, Tunis diváci: 35 000 rozhodčí: Maguette N'Diaye |

Tunisko postoupilo díky celkovému 1:0 na Mistrovství světa 2022.
| 29. března 2022 20:30 SEČ+1 |     |                                      |                                                                         |
| Alžírsko                    | 1:2 | Kamerun                              | Mustapha Tchaker Stadium, Blida diváci: 35 000 rozhodčí: Bakary Gassama |
| Touba 118'                  |     | Choupo-Moting 22' Toko Ekambi 120+4' | Mustapha Tchaker Stadium, Blida diváci: 35 000 rozhodčí: Bakary Gassama |

Celkové skóre je 2:2. Kamerun postoupil na Mistrovství světa díky více vstřeleným gólům na hřišti soupeře.